# 도트리
도트리(Daughtry)는 노스캐롤라이나의 락 밴드이며, 리더인 크리스 도트리는 2006년 아메리칸 아이돌에서 결승 진출자로 뽑혔던 사람이다. 2006년에 첫 앨범을 발표했으며, 이 음반은 빌보드 200에 1주 혹은 2주가량 오르내렸으며, 2006년 아메리칸 아이돌 우승자인 테일러 힉스의 데뷔 앨범보다 400만장 더 많이 팔리기도 했다. 또한 2007년 빌보드에서 가장 많이 팔린 앨범으로 알려졌으며, 사운드스캔 역사상 데뷔 이후 가장 빠르게 많이 팔린 기록으로 남겨졌다. 이 밴드에 첫 번째 싱글인 It's Not Over은 2008년 미국 라디오에서 8번째로 많이 틀어졌으며, 두 번째 앨범인 Home도 2008년 미국 라디오에서 10번째로 많이 틀어졌다. 이 밴드의 두 번째 앨범인, Leave This Town은 2009년 7월 14일에 발매되었다. 이 앨범은 첫 번째 싱글, No Surprise, 이 해 5월 5일에 발매되었다. 이 밴드의 데뷔 앨범은 전 세계적으로 610만장을 팔았으며 싱글 752만장을 팔았다. 또 도트리의 새로운 앨범 Leave This Town은 전 세계적으로 70만장이 팔렸고 싱글은 190만장이 팔렸다.

## 밴드 구성원

### 주요 구성원
- 크리스 도트리 - 리드 보컬, 기타 (2006–현재)
- 조쉬 스틸리 - 리드 기타, 코러스 (2006–현재)
- 브라이언 크래드록 - 리듬 기타, 코러스 (2007–현재)
- 조쉬 폴 - 베이스, 코러스 (2006–현재)
- 엘비오페르난데스 - 드럼, 타악기, 코러스, 키보드 (2006–현재)

### 이전 구성원
- 제레미 브래디 - 리듬 기타, 코러스 (2006–2007)
- 제이슨 부테린 - 카우벨 (2006–2007)

### 같이 한 음악가들
- 필 엑스 - 리드 & 리듬 기타 (Daughtry)
- 슬래쉬 - 리드 & 리듬 기타 (Daughtry ["What I Want"])
- 하워드 벤슨 - 키보드 (Daughtry)
- 폴 부시넬 - 베이스 (Daughtry)
- 크리스 카네이 - 베이스 (Daughtry)
- 조쉬 프리즈 - 드럼, 타악기 (Daughtry)
- 바인스 길 - 리드 & 리듬 기타 & 보컬 (Leave This Town ["Tennessee Line"])

## 발매 앨범
- 2006: Daughtry
- 2009: Leave This Town
- 2011: Break the Spell
- 2013: Baptized

## 수상 내역
2007년 아메리칸 뮤직 어워드 
- Breakthrough Artist
- Best Adult Contemporary Artist*
- Best Pop/Rock Album

2008년 아메리칸 뮤직 어워드 
- Favorite Band, Duo or Group- Pop/Rock
- Favorite Artist- Adult Contemporary Music

피플 초이스 어워드 
- Best Rock Song for "Home"

2007년 빌보드 뮤직 어워드 
- Top Billboard 200 Album
- Top Artists - Duo/Group (Pop)
- Top New Artist
- Top Comprehensive Artist
- Hot 100 Artists - Duo/Group
- Hot Adult Top 40 Artist

2007년 월드 뮤직 어워드 
- Worlds Best Selling Rock Group Of 2007
- Worlds Best Selling New Artist Of 2007